# ستون (كاليفورنيا)
ستون هي منطقة تقع في مقاطعة هومبولت بولاية كاليفورنيا على خط سكة حديد شمال غرب المحيط الهادئ (بالإنجليزية: Northwestern Pacific Railroad)‏، على مسافة 6.5 ميلاً (10.5 كيلومتراً) من مدينة فورتونا على ارتفاع 92 قدماً (28 متراً).